# Liste de ponts des Hautes-Pyrénées
Liste de ponts des Hautes-Pyrénées, non exhaustive, représentant les édifices présents et/ou historiques dans le département des Hautes-Pyrénées, en France.

## Ponts de longueur supérieure à 100 m
Les ouvrages de longueur totale supérieure à 100 m du département des Hautes-Pyrénées sont classés ci-après par gestionnaires de voies.

### Autoroute
- Viaduc de l'Arrêt-Darré à Lhez - Autoroute A64 - 512 m de longueur - 100 m portée - mis en service en 1987.

## Ponts de longueur comprise entre 50 m et 100 m
Les ouvrages de longueur totale comprise entre 50 et 100 m du département des Hautes-Pyrénées sont classés ci-après par gestionnaires de voies.

## Ponts présentant un intérêt architectural ou historique
Les ponts des Hautes-Pyrénées inscrits à l’inventaire national des monuments historiques sont recensés ci-après.
- Pont - Arreau - XIXe siècle
- Viaduc de Lanespède - Lanespède - Péré - XIXe siècle
- Pont d'Esbareich - Esbareich
- Pont d'Espagne
- Pont Napoléon - XIXe siècle

## Sources
Base de données Mérimée du Ministère de la Culture et de la Communication